# پولارسان
پولارسان (انگلیسی: Polarsun) شرکت خودروسازی چینی است، که در سال ۲۰۰۳ تأسیس شد.